# 大裂縫 (天文學)

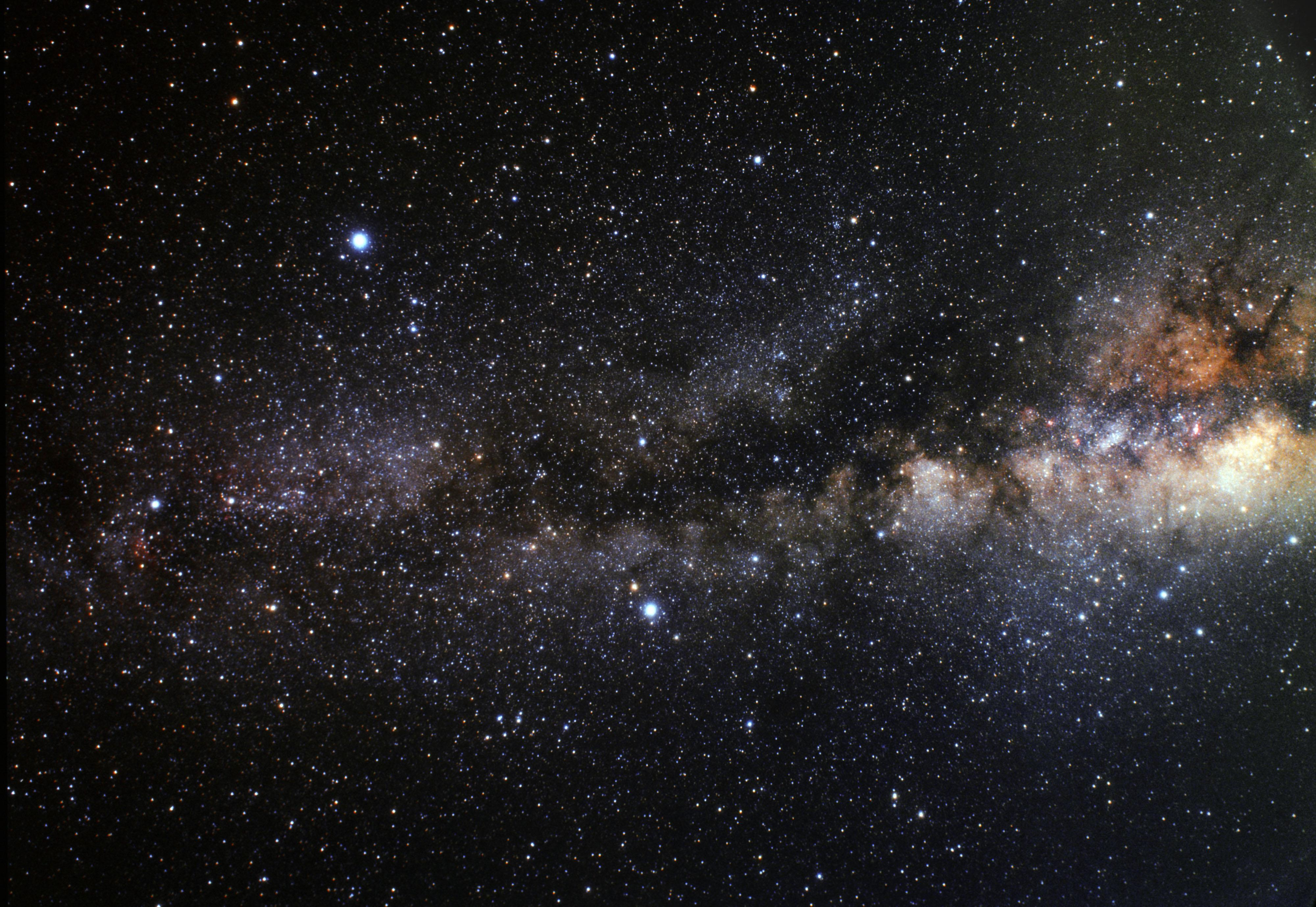
這張過度曝光的照片顯示了銀河系一半以上的內側部分（包括其中心），黑暗的塵雲從天鵝座跨越到半人馬座。就像銀河系中獵戶臂（我們所在的螺旋臂）的所有真實圖像中一樣，大部分都被大裂縫所掩蓋。

大裂縫（有時也稱為暗縫，很少但偶爾也會稱為暗河）在天文學是肇因於銀河中心的塵埃雲遮蔽（消光），而在從地球的角度來看，在徑向上顯現模糊且黑暗的區域。
在黑暗、晴朗的夜空中，裂縫如同明亮的部分一樣清晰，就像在眼睛或雙筒望遠鏡下的銀河系外緣恆星，顯示出模糊的碟形。裂縫主要位於太陽系（靠近獵戶臂的內緣）和下一個臂（內側的人馬臂）之間。這些雲層形成一個明亮但朦朧的帶狀，在夜空中拱起長達30°，遮蔽了數百萬顆銀河系的恆星，阻礙了我們以可見光的波長觀測。從地球看，在銀河系徑向扇區內的塵雲跨越大約800—1,000秒差距（2,600—3,300光年）。估計這些雲含有大約100萬太陽質量的電漿和塵埃。

## 性質
對於肉眼來說，大裂縫看起來像一條黑暗的車道，垂直地劃分了銀河系的明亮帶。大裂縫覆蓋了銀河系的三分之一，兩側是眾多恆星的條帶。從星座的天鵝座開始，在那裡它被稱為天鵝座裂縫或北煤袋，大裂縫延伸到天鷹座，再到蛇夫座，在那裡它擴展到人馬座，遮蔽了銀河系中心，基本上延伸到半人馬座才結束。它遮擋的最重要區域之一是天鵝座OB2星協。這個星協是一個年輕恆星的星團，也是地球附近最大的恆星形成區域之一。類似的暗裂縫也可以在許多星系的邊緣中看到，例如仙女座中的NGC 891和后髮座的NGC 4565（針星系）。

## 人類的觀察

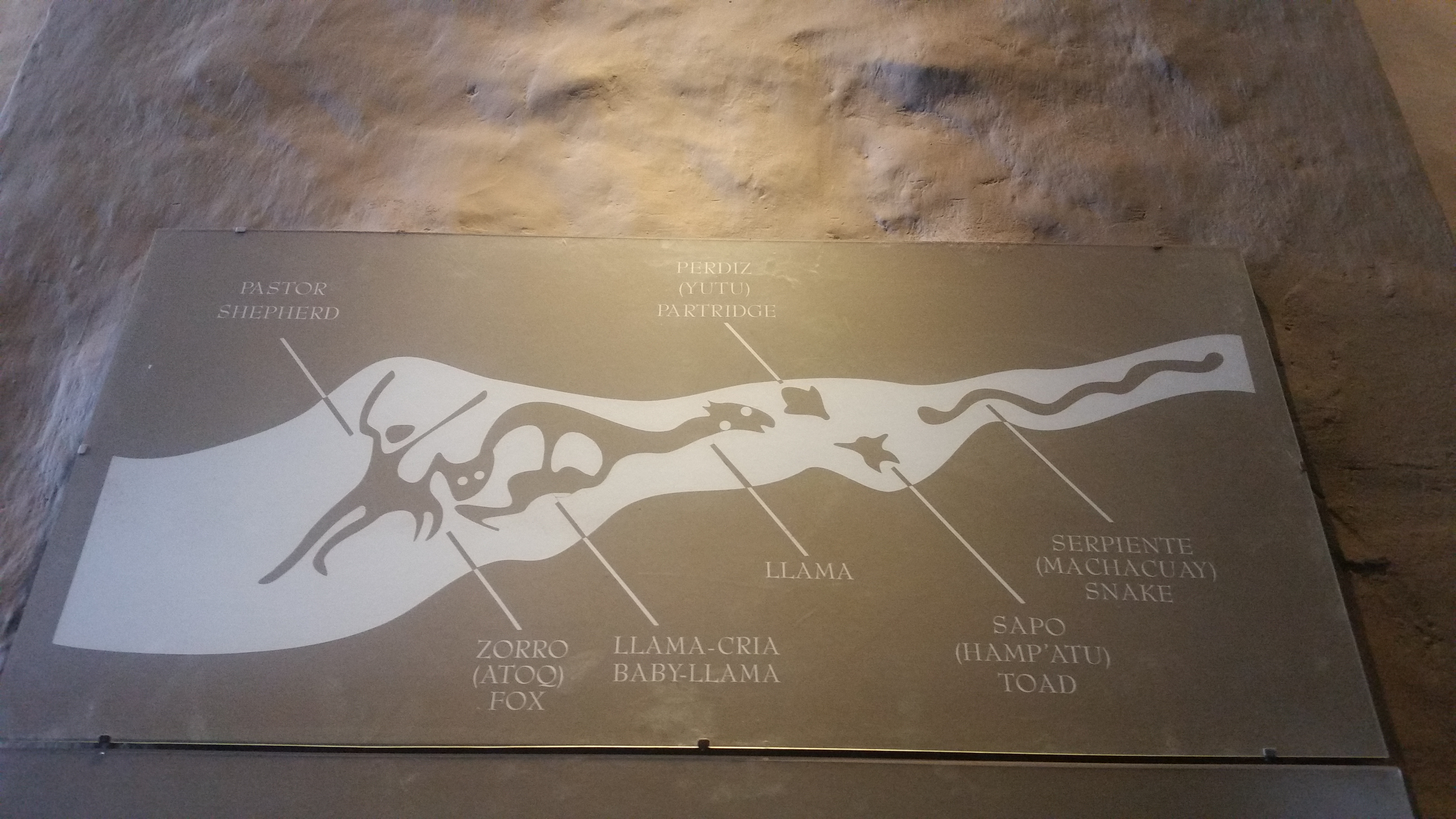
印加人設置在大裂縫的"星座"代表。

黑暗區域掩蓋了乾燥大氣（或長時間暴露）中的東西，銀河系大部分的夜天光照明被許多古代文明認可，其中季節性或定期乾燥的氣候是一個常見的特徵。在南美洲，印加給出了一些暗雲和恆星名稱的模式，就像正常的恆星星座一樣，包括一系列的動物，如大羊駝、狐狸、蟾蜍等，被認為是在"大河"（銀河系）邊喝水，而在河中看到的剪影。
古希臘人有時將大裂縫描述為法厄同留下的破壞之路。他試圖引導海利歐斯（太陽神）的戰車穿越天空，但失去控制，而在被宙斯的閃電擊落之前，已經造成了嚴重破壞。
現代天文學在18世紀首次開始注意到裂縫，但直到20世紀初，巴納德和馬克斯·沃夫才努力解釋它。他們經過仔細的攝影研究後，產生了目前公認的解釋。

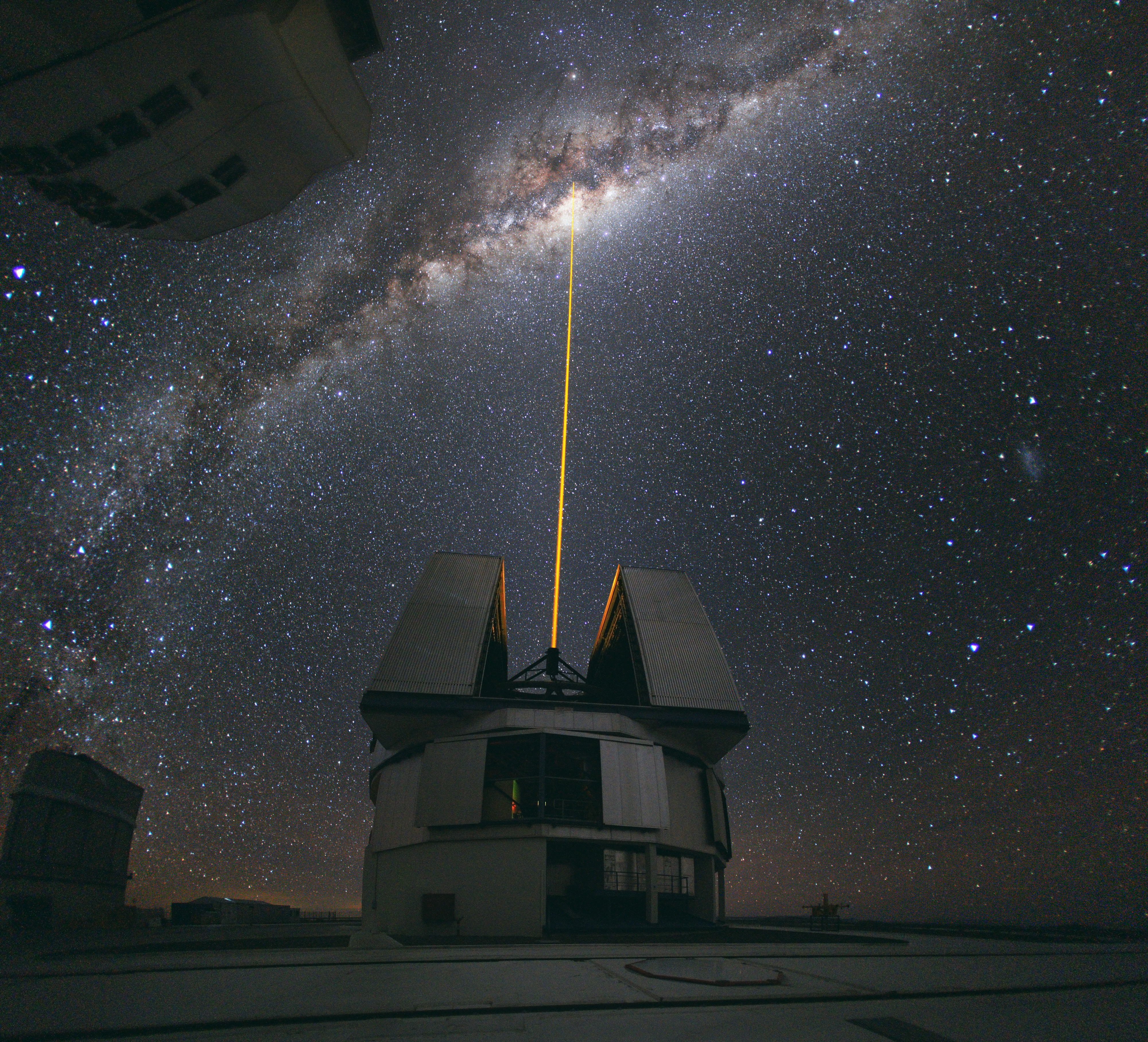
從智利帕瑞納山頂部的甚大望遠鏡上看到銀河系和大裂縫的景色。

對此，巴納德說：
|  | 因為沒有決定性的證據，我起初並不相信這些是被黑暗蒙蔽的團塊。然而，從我自己的照片中增加的證據，特別是在對其中一些標記進行了視覺調查之後，最終說服了我。這些標記中的許多不僅僅是由於對恆星的實際需求，而是實際上比遙遠的恆星更靠近我們的物體。 — 天體物理學雜誌（1919） |

## 註解
1. ↑  Green, Gregory M; Schlafly, Edward F; Finkbeiner, Douglas P; Rix, Hans-Walter; Martin, Nicolas; Burgett, William; Draper, Peter W; Flewelling, Heather; Hodapp, Klaus; Kaiser, Nicholas; Kudritzki, Rolf Peter; Magnier, Eugene; Metcalfe, Nigel; Price, Paul; Tonry, John; Wainscoat, Richard. . The Astrophysical Journal. 2015, 810 (1): 25. Bibcode:2015ApJ...810...25G. arXiv:1507.01005 . doi:10.1088/0004-637X/810/1/25.
2. 1 2  . EarthSky Communications. 2010  [2010-06-15]. （原始内容存档于2021-01-26）.
3. ↑  Pitts, Sam. . Sams Astro.   [2009-04-25]. （原始内容存档于2008-05-13）.
4. ↑  .   [2022-01-12]. （原始内容存档于2022-03-31）.
5. ↑  .   [2022-01-12]. （原始内容存档于2018-02-21）.
6. ↑  .   [2022-01-12]. （原始内容存档于2019-09-03）.